# Gare de Charonne-Marchandises
La gare de Charonne-Marchandises est une ancienne gare française aux marchandises, disparue, de la ligne de Petite Ceinture à Paris, en France.

## Situation ferroviaire
La gare se situait dans le 20e arrondissement de Paris, dans l'espace entre la ligne de Petite Ceinture et le boulevard Davout, délimité au sud par la rue de Lagny et au nord par la rue du Volga.

## Historique

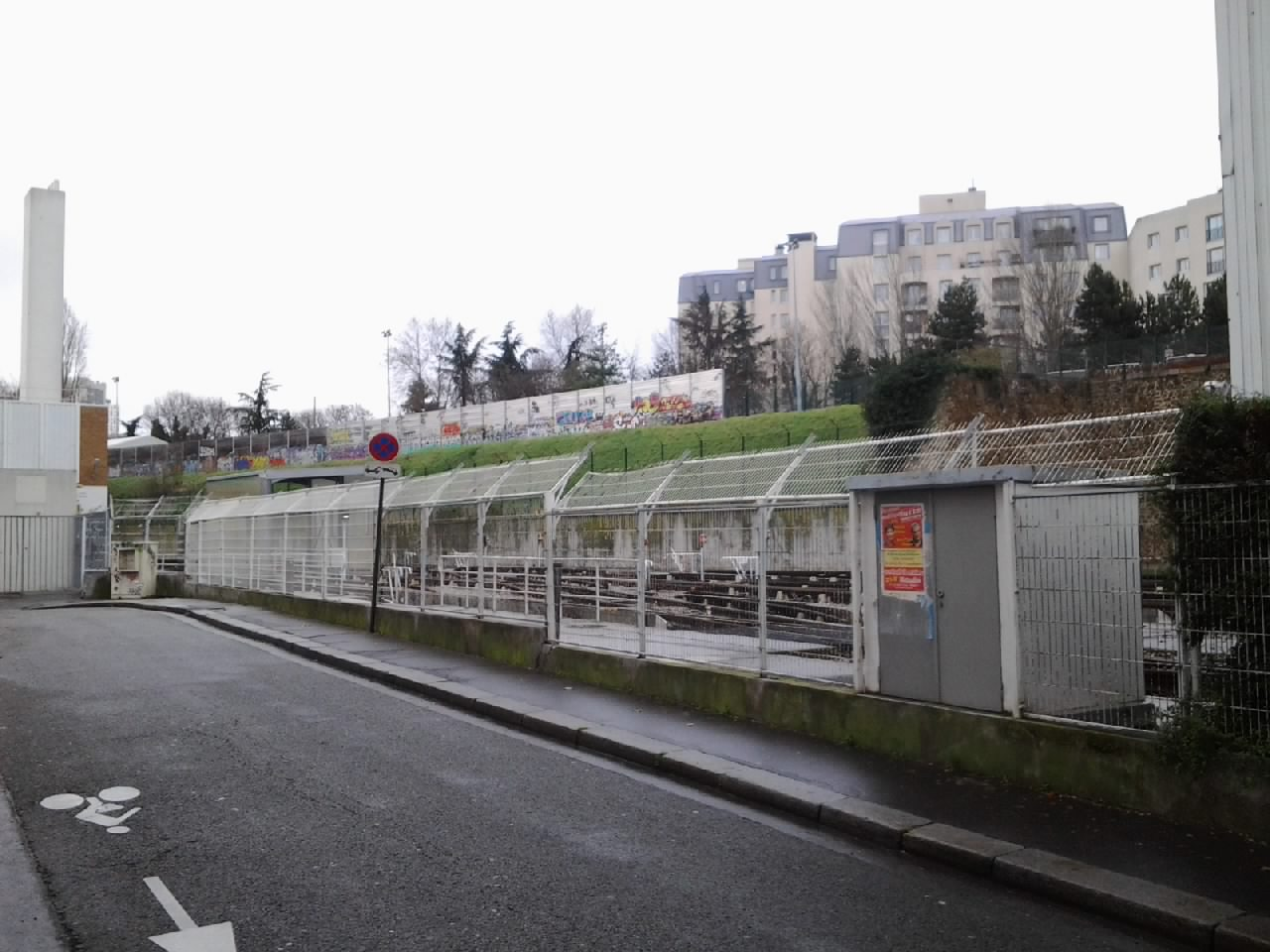
Emplacement de la gare en 2013 vue depuis le passage de Lagny.

Lors des travaux de suppression des passages à niveau en 1888, la voie de la petite ceinture est rehaussée et simultanément la plate-forme de la gare de marchandises est remblayée pour se trouver au même niveau.
La gare fait l'objet de travaux d'agrandissement dans les années 1900. À cette occasion, plusieurs voies sont supprimées dont le tronçon de la rue Philidor compris entre le passage de Lagny et le boulevard Davout.
Elle est finalement démolie à la fin du XXe siècle. Le terrain libéré est en partie bâti et est aussi reconverti en un jardin de la Gare-de-Charonne (créé en 1986), portant le nom de l'ancienne gare.